# Stich (Längenmaß)
Der Stich ist ein Längenmaß, mit dem der Schuhmacher die Länge des Leistens angibt und somit auch die Schuhgröße des fertigen Schuhs. Es gibt
- den französischen Stich (auch Pariser Stich genannt), der auf dem Meter basiert,
- den englischen Stich, der auf dem englischen Zoll basiert.

In Deutschland wurden Leistengrößen ursprünglich direkt in Zentimetern angegeben, z. B. Größe 29 ⅓", inzwischen hat sich aber die Verwendung des französischen Stichs durchgesetzt. Sportschuhe werden aufgrund der Dominanz amerikanischer Hersteller in amerikanischen Größen verkauft.
Der Stich ist eine Einheit, daher spricht man von "3 Stich" (und nicht von "3 Stichen").

## Französischer Stich
Der französische Stich ist ⅔ Zentimeter = 6 ⅔ Millimeter groß, so dass drei französische Stich zwei Zentimetern entsprechen:
{\displaystyle {\begin{aligned}1FS&={\frac {2}{3}}\mathrm {cm} \\\Leftrightarrow 3FS&=2\mathrm {cm} \end{aligned}}}
Der französische Stich wird ganzzahlig als französische Schuhgröße verwendet.

## Englischer Stich
Der englische Stich ist lediglich Grundlage des englischen Schuhgrößensystems und misst {\displaystyle {\frac {1}{3}}}" (inch):
{\displaystyle \mathrm {1\ englischer\ Stich=0,84{\overline {6}}\ cm} } (also ungefähr 0,845 cm)
mit
1 in. = 1" = 1⁄12 ft. = 1⁄36 yd. = 2,54 cm.

## Umrechnung Englischer in Französischer Stich und umgekehrt
1 englischer Stich = 1,27 französischer Stich
1 franz. Stich  = ca. 0,787 engl. Stich
| cm     | franz. Stich | engl. Stich (gerundet) |
| ------ | ------------ | ---------------------- |
| 10 2⁄3 | 16           | 12,6                   |
| 11 1⁄3 | 17           | 13,4                   |
| 12     | 18           | 14,2                   |
| 12 2⁄3 | 19           | 15                     |
| 13 1⁄3 | 20           | 15,7                   |
| 14     | 21           | 16,5                   |
| 14 2⁄3 | 22           | 17,3                   |
| 15 1⁄3 | 23           | 18,1                   |
| 16     | 24           | 18,9                   |
| 16 2⁄3 | 25           | 19,7                   |
| 17 1⁄3 | 26           | 20,5                   |
| 18     | 27           | 21,3                   |
| 18 2⁄3 | 28           | 22                     |
| 19 1⁄3 | 29           | 22,8                   |
| 20     | 30           | 23,6                   |
| 20 2⁄3 | 31           | 24,4                   |
| 21 1⁄3 | 32           | 25,2                   |
| 22     | 33           | 26                     |
| 22 2⁄3 | 34           | 26,8                   |
| 23 1⁄3 | 35           | 27,6                   |
| 24     | 36           | 28,3                   |
| 24 2⁄3 | 37           | 29,1                   |
| 25 1⁄3 | 38           | 29,9                   |
| 26     | 39           | 30,7                   |
| 26 2⁄3 | 40           | 31,5                   |
| 27 1⁄3 | 41           | 32,3                   |
| 28     | 42           | 33,1                   |
| 28 2⁄3 | 43           | 33,9                   |
| 29 1⁄3 | 44           | 34,6                   |
| 30     | 45           | 35,4                   |
| 30 2⁄3 | 46           | 36,2                   |
| 31 1⁄3 | 47           | 37                     |
| 32     | 48           | 37,8                   |
| 32 2⁄3 | 49           | 38,6                   |